# Vladimír Maňas
Vladimír Maňas, Ph.D. (v Ostravě 16. září 1979) je český historik, muzikolog, sbormistr a organizátor hudebního života.

## Činnost
Absolvent Církevního, později Biskupského gymnázia v Ostravě. Vystudoval historii a hudební vědu na Filozofické fakultě Masarykovy univerzity v Brně. V letech 2005 a 2006 byl zaměstnancem Oddělení rukopisů a starých tisků Moravské zemské knihovny.
Od roku 2005 působí jako pedagog na Ústavu hudební vědy Filozofické fakulty Masarykovy univerzity (2008 odborný asistent). Zaměřuje se na moravskou hudební topografii v raném novověku, hymnologii a duchovní dějiny raného novověku. Založil a řídí komorní sbor Ensemble Versus, který je součástí brněnského Ensemble Opera Diversa. Od roku 2012 se podílí na dramaturgii Velikonočního festivalu duchovní hudby v Brně.

## Dílo

### knihy
- Tomáš Malý - Vladimír Maňas - Zdeněk Orlita: Vnitřní krajina zmizelého města. Náboženská bratrstva barokního Brna. Brno: Archiv města Brna 2010
- Vladimír Maňas - Zdeněk Orlita - Martina Potůčková (ed.): Zbožných duší úl. Náboženská bratrstva v kultuře raněnovověké Moravy. Olomouc: Muzeum umění Olomouc 2010
- Vladimír Maňas: Nicolaus Zangius, hudebník přelomu 16. a 17. století. Na stopě neznámému. Brno: Masarykova univerzita 2020.

CD
- Nicolaus Zangius: Cantiones sacrae. (Ensemble Versus a Capella Ornamentata), Brno 2017